# Риера, Ориоль
Ориоль Риера Махем (исп. Oriol Riera Magem; 3 июля 1986) — испанский футболист, нападающий.

## Карьера
Риера родился в Вике, Каталония, и ещё юношей оказался в молодёжной системе «Барселоны», но большую часть своего пребывания в клубе он играл за резервный состав — «Барселону C» и «Барселону B». Свой единственный официальный матч за главную команду «Барселоны» он провёл, выйдя на 13 минут в игре против «Сьюдад-де-Мурсии» в Кубке Испании 17 декабря 2003 года, когда он ещё был игроком молодёжного состава.
Покинув «Барселону», Риера продолжил карьеру в Сегунде B, в клубе «Культураль Леонеса» и резервном составе галисийской «Сельты». В основе «Сельты» Риера провёл 5 матчей (4 из них в старте).
С 2009 по 2012 год Риера провёл в Сегунде, играл за «Кордобу» и «Алькоркон». В сезоне 2012/13 он забил 18 голов, сделав, в частности, хет-трик в ворота «Лас-Пальмас» 8 сентября 2012 года), чем помог «Алькоркону» выйти в раунд плей-офф за выход в Примеру.
5 июля 2013 года Риера подписал трёхлетний контракт с «Осасуной». Свой дебютный матч в Примере он провел 18 августа, выйдя на замену в проигранном 1:2 домашнем мачте против «Гранады», а свой первый гол забил 20 сентября в игре против «Эльче» (2:1).
28 июня 2014 года, после вылета «Осасуны» из Примеру, Риера заключил трёхлетний контракт с английским клубом «Уиган Атлетик». выступавшим в Чемпионшипе, за 2 млн фунтов стерлингов. Свой единственный гол за клуб он забил 23 августа в игре против «Блэкпула» (1-0).
Риера вернулся в Примеру 7 января 2015 года, перейдя по договору аренды в «Депортиво Ла-Корунья». 30 июня он подписал с галисийцами полноценный контракт.
В июле 2017 года Риера подписал двухлетний контракт с клубом чемпионата Австралии «Уэстерн Сидней Уондерерс».